# Steganos Internet Anonym
Steganos Internet Anonym est un serveur proxy anonymiseur de la société Steganos GmbH qui permet de surfer anonymement et d'éclipser ainsi les traces de navigation sur internet. Il domine le secteur du chiffrement grand public en Allemagne (source GfK).

## Description
Ce système de chiffrement d'internet permet de surfer anonymement et d'éclipser ainsi les traces de navigation sur internet. Ce produit s'appuie sur différents serveurs proxy dans le monde afin de camoufler l'adresse IP qui agit comme une balise de signalisation sur internet lors de la consultation de pages web visitées (chiffrement des éléments du marque-page communément appelée liste des favoris chez Microsoft). 
Il en va de même pour les sessions de visioconférence. Il fonctionne avec différents navigateurs dont Internet Explorer, Mozilla et Netscape. Cet utilitaire efface efficacement les traces de navigation, bloque l'affichage des fenêtres intruses. Ce produit favorise le respect du domaine privé.
Le service d'anonymat web de Steganos, encore appelé navigation en mode furtif, c’est-à-dire sans aucun logiciel à installer. Il  agit comme un serveur mandataire sécurisé en servant d'intermédiaire entre un internaute et les sites qu'il parcourt, masquant ainsi totalement son PC. La protection de la vie privée est de fait accentuée car ces sites ne repèrent que l'adresse des serveurs de la société Steganos GmbH et ne peuvent par conséquent ni déterminer l'adresse du Protocole Internet réelle, ni repérer le fournisseur d'accès à Internet de l'utilisateur. Ce service agit donc comme un filtre entre l'internaute et la toile  bloquant les cookies et les logiciels malveillants (ou malwares).
La navigation par ce moyen est fortement ralentie notamment pour les pages contenant des images.